# Medetera vittata
Medetera vittata är en tvåvingeart som beskrevs av Van Duzee 1919. Medetera vittata ingår i släktet Medetera och familjen styltflugor. Inga underarter finns listade i Catalogue of Life.